# Переяславець Валентина Олександрівна
Валенти́на Олекса́ндрівна Переясла́вець (англ. Valentina Pereyaslavec; 10 лютого 1907, Ялта — 4 січня 1998, Нью-Йорк) — балерина, хореограф і педагог, прима-балерина Львівського оперного театру (1939—1944). Згодом — головний балетмейстер-репетитор «Нью-Йорк сіті балету».

## Життєпис
Народилась в Ялті 10 лютого 1907 року.
Згодом жила в Києві, де її батько працював суфлером і танцівником Театру Миколи Садовського.
Вчилась в балетній школі Большого театру в Москві.
З 1923 до 1935 працювала солісткою балету Харківського національного академічного театру опери та балету імені Миколи Лисенка та Київського театру опери і балету.
1926 року співпрацювала з відомим режисером В. О. Рябцевим, який здійснив низку постановок у Харкові і Києві. Молода балерина тоді з успіхом виступала у ролі Свавільди в «Коппелії» Деліба.
1935 року виступала в Баку і Свердловську.
1936—1938 удосконалювала свою майстерність в школі Державного театру опери і балету в Ленінграді (керівник Агріппіна Ваганова).
1939 року на запрошення головного балетмейстера Львівського оперного театру Є. Д. Вігільова переїхала до Львова.
1939—1944 — прима-балерина Львівського оперного театру. Співпрацювала з Євгеном Вігільовим та Миколою Трегубовим.
На еміграції в Німеччині вела балетну школу, від 1949 року у Нью-Йорку викладала в балетній студії Т. Семенової у Карнегі-хол.
Від 1951 року — викладач балету в школі Американського театру балету, головний балетмейстер-репетитор «Нью-Йорк сіті балету», керувала тренінгами й курсами для видатних балерин різних балетних труп і солісток «Королівського Балету» у Великій Британії.
Серед її учнів — Марго Фонтейн, Фред Герко, Михайло Баришников і Рудольф Нурєєв. На одному із відеозаписів, зроблених в Лондоні, в кадрах з'являються Рудольф Нурєєв і його викладачка Валентина Переяславець.
Її композиції в балетних виставах «Коппелія», «Баядера», «Дон Кіхот» мали значний успіх.
Записала на платівку лекції класичного балету для вчителів та учнів.
1972 знялась в документальному фільмі A Dancer's Life (First Position).
Пішла з життя 4 січня 1998 в Нью-Йорку.

## Партії
- Сольвейг («Пер Ґюнт»)
- Кітрі («Дон Кіхот»)
- Свавільда («Коппелія»)
- Тао-Хоа («Червоний мак»))
- Оксана («Сільське кохання»)